# Pentanoate de méthyle
Le pentanoate de méthyle est l'ester de l'acide pentanoïque et du méthanol et de formule semi-développée CH3(CH2)3COOCH3, utilisé dans l'industrie alimentaire, la savonnerie et dans la parfumerie comme arôme, avec un goût de pomme.